# Markus von Ahlen
Markus von Ahlen (Bergisch Gladbach, 1º gennaio 1971) è un allenatore di calcio ed ex calciatore tedesco, di ruolo centrocampista, tecnico del Fortuna Colonia.

## Palmarès

### Giocatore

#### Competizioni nazionali
- Campionato tedesco di seconda divisione: 1

Bochum: 1993-1994
- Coppa di Germania: 1

Bayer Leverkusen: 1992-1993

### Allenatore

#### Competizioni nazionali
- Fußball-Regionalliga: 1

Monaco 1860 II: 2012-2013 (girone Baviera)